# Tarachodes maculisternum
Tarachodes maculisternum är en bönsyrseart som beskrevs av Sjöstedt 1900. Tarachodes maculisternum ingår i släktet Tarachodes och familjen Tarachodidae. Inga underarter finns listade i Catalogue of Life.